# Tomás Straka
Tomás Helmut Straka Medina, né à Caracas le 25 octobre 1972, est un historien vénézuélien. Il a travaillé en tant que directeur de l'Institut de recherche historique « Hermann González Oropeza » de l'université catholique Andres-Bello (UCAB) et est membre de l'Académie nationale d'histoire du Venezuela (es).

## Biographie
Tomás Straka est le fils de l'anthropologue autrichien Hellmuth Straka et de María Luisa Medina. Il est le frère de la chercheuse et militante des droits humains Úrsula Straka. Il a terminé toutes ses études à Caracas, obtenant un baccalauréat en sciences humaines en 1989. Professeur de sciences sociales à l'Institut pédagogique de Caracas depuis 1996, il a réalisé un Master en histoire à l'université centrale du Venezuela en 2000 et est docteur en histoire à l'UCAB depuis 2010.
Il avait rejoint le comité de rédaction du magazine Tierra Firme et avait commencé à enseigner au niveau supérieur à l'UCAB et à l'Institut Universitaire pédagogique Monseñor Arias Blanco, au même temps que chercheur dans des centres d'enseignement supérieur aux États-Unis, Mexique et Colombie. Au Venezuela, il a aussi travaillé à l'université Simón-Bolívar, à l'université métropolitaine, au séminaire interdiocésain de Santa Rosa de Lima et à l'IESA, où il participe en tant qu'enseignant du « Programme de leadership ».
Aux États-Unis, il a été professeur invité au Fulbright Scholar au Pomona College (2014) et à l'université de Chicago (2020).
Au Mexique, il a également été chercheur invité à l'université nationale autonome (2011) et, en Colombie, il l'a été à la Pontificia Universidad Javeriana de Bogotá (2019).
Parallèlement, il a publié divers ouvrages, dont des manuels scolaires, des études monographiques, des biographies et des recueils d'essais. Il est chroniqueur dans les médias et les portails tels que « Prodavinci », « Debates IESA » et « Nueva Sociedad ». Il a également été président de la Fondation Rómulo Betancourt. 
Plus récemment, depuis 2016 il a rejoint l'Académie nationale d'histoire du Venezuela.

## Œuvres
La plupart de ses œuvres n'ont pas été traduites au français, les titres sont listés ci-dessous :
- La voz de los vencidos, ideas del partido realista de Caracas (1810–1821), 2000.
- Hechos y gente, Historia contemporánea de Venezuela, 2001.
- La alas de Ícaro, indagación sobre ética y ciudadanía en Venezuela (1800–1830), 2005.
- Un reino para este mundo, Catolicismo y republicanismo en Venezuela, 2006.
- La Tradición de lo moderno, Venezuela en diez enfoques (éditeur), 2006.
- Contra Bolívar (Compilation et commentaires des articles du journaliste José Domingo Díaz contre Simón Bolívar), 2009.
- La épica del desencanto, 2009.
- Instauración de la República Liberal Autocrática: claves para su interpretación 1830–1899, 2010.
- Historia de la Iglesia Católica en Venezuela. Documentos para su estudio (avec Manuel Donís Ríos), 2010.
- Las Independencias de Iberoamérica (éditeur avec Agustín Sánchez Andrés y Michael Zeuske), 2011.
- Venezuela 1861–1936. La era de los gendarmes. Caudillismo y liberalismo autocrático, 2013.
- La república fragmentada. Claves para entender a Venezuela, 2015.
- Historical Dictionary of Venezuela (avec Guillermo Guzmán Mirabal et Alejandro Cáceres), 2018.
- La economía venezolana en el siglo XX. Perspectiva sectorial (éditeur avec Fernando Spiritto), 2018.
- 250 años de Alexander von Humboldt: el nacimiento del Cosmos (éditeur avec Lorena Puerta Bautista), 2020.